# Lysandra arcuata-semiarcuata
Lysandra arcuata-semiarcuata är en fjärilsart som beskrevs av Bright och Leeds 1938. Lysandra arcuata-semiarcuata ingår i släktet Lysandra och familjen juvelvingar. Inga underarter finns listade i Catalogue of Life.